# واژگان ترکی استانبولی

ریشه واژگان ترکی، از حدود ۱۰۴,۴۸۱ واژه ۸۶% ریشه ترکی و ۱۴% ریشه خارجی دارند.

واژگان ترکی (انگلیسی: Turkish vocabulary) شامل بررسی ریشه واژگان زبان ترکی استانبولی است. در قرن نهم، ترکان اسلام آوردند و استفاده از الفبای عربی را شروع کردند. هنگامی که سلجوقیان در ایران حکومت می‌کردند، آنها برای استفاده رسمی و ادبی از زبان فارسی پذیرفته شدند، که در عین حال بسیاری از کلمات ارمنی و عربی را قرض گرفته بود؛ بنابراین زبان آن‌ها از واژگان سه زبان مختلف ترکی، عربی و فارسی استفاده می‌کرد.